# Akademie der Hochschule Biberach

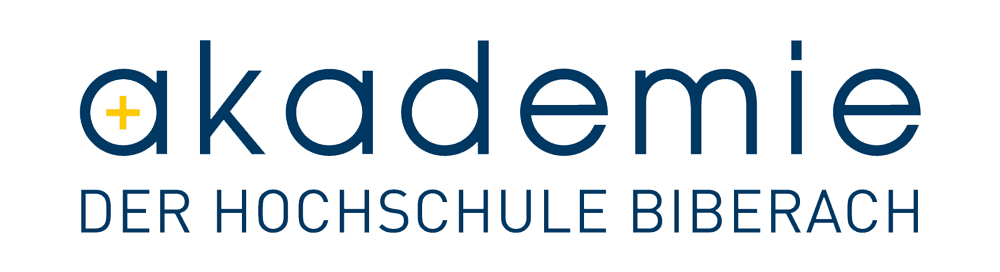
Aktuelles Logo der Akademie der Hochschule Biberach

Ehemaliges Logo der Bauakademie Biberach

Die Akademie der Hochschule Biberach ehemals Bauakademie Biberach ist ein Institut der Fort- und Weiterbildung und bietet in enger Zusammenarbeit mit der Hochschule Biberach unterschiedliche Formate der beruflichen Weiterbildung an – in Form von Seminaren, Lehrgängen, Fachtagungen und berufsbegleitende Masterstudiengängen. Die thematischen Schwerpunkte der Akademie liegen in den Bereichen Bau & Architektur, Immobilien, Infrastruktur & Verkehr, Energieeffizienz und Betriebswirtschaft. Ergänzend stehen die Themen Kommunikation, Management und Führung auf dem Weiterbildungsprogramm.

## Geschichte
Die gemeinnützige Stiftung des privaten Rechts wurde am 29. Juli 1983 als Bauakademie Biberach von der Gesellschaft der Freunde und Absolventen der Hochschule Biberach gegründet. Gründungsväter der Institution waren die Gesellschaft der Freunde und Absolventen der Hochschule Biberach gemeinsam mit renommierten Firmen der deutschen Bauwirtschaft, wie Bilfinger Berger, Hochtief, Schwenk Zement, Philipp Holzmann und dem Liebherr Konzern als Stiftern. Im Jahr 2011 wurde die Bauakademie Biberach in den heutigen Namen umbenannt, um der Hochschule Biberach mit ihrem erweiterten Themenspektrum folgen zu können.

## Stiftungszweck
Die Stiftung dient gemäß Satzung der umfassenden Förderung der Belange der Hochschule Biberach und dem Erfahrungsaustausch und der Erkenntnisvermittlung zwischen Lehre, praxisbezogener Forschung und Praxis auf dem Gebiet des Bauwesens und des Industrieanlagenbaus auf nationaler und internationaler Ebene.

## Der Stiftungsvorstand
Der Stiftungsvorstand bestand am 9. Juni 2021 aus:
- Präsident: Norbert Stanger, Leiter Gerätepark & Gerätedigitalisierung, Züblin Spezialbau GmbH, Stuttgart[8]
- Vizepräsident: Jens Winter, Prorektor für Lebenslanges Lernen und Internationales der Hochschule Biberach, Biberach
- Vorstand: André Bleicher, Rektor der Hochschule Biberach, Biberach
- Mario Caroli, Geschäftsführender Gesellschafter, AIF Capital Group, Stuttgart[9]
- Peter Eberhardt, Vorsitzender der Gesellschaft der Freunde und Absolventen der Hochschule Biberach, Biberach
- Jochen Keller, Technischer Bereichsleiter Bereich Bodensee, Ed. Züblin AG, Stuttgart[10]
- Hans Michelberger, Leiter Business & Contracts und Standortbeauftragter Biberach, Boehringer Ingelheim Biopharmaceuticals GmbH, Unternehmensgruppe Boehringer Ingelheim, Biberach[11]
- Ralf Schmidt, Geschäftsführer Ressort Technik, LEONHARD WEISS GmbH & Co. KG, Göppingen[12]
- Stefan Strauch, MBA, Geschäftsführer, Liebherr-Werk Biberach GmbH, Biberach[13]

## Berufsbegleitende Studiengänge
Seit 1989 wird der MBA Unternehmensführung Bau angeboten, der Bauingenieure und Architekten mit dem für gehobene Positionen notwendigem wirtschaftlichen Know-how versorgt.
Als erster Masterstudiengang für Immobilienwirtschaft bundesweit wird seit 2002 der MBA Internationales Immobilienmanagement in Kooperation mit der University of Westminster, London und Wüest Partner in Zürich, angeboten.
Der Master Gebäudeautomation wird von der FH Münster und der Hochschule Biberach gemeinsam mit der Akademie der Hochschule Biberach angeboten. Studienorte sind u. a. Münster und Biberach. Der Master-Abschluss wird von beiden Hochschulen mit dem Titel Master of Engineering verliehen.